# Laberinto (jardinería)

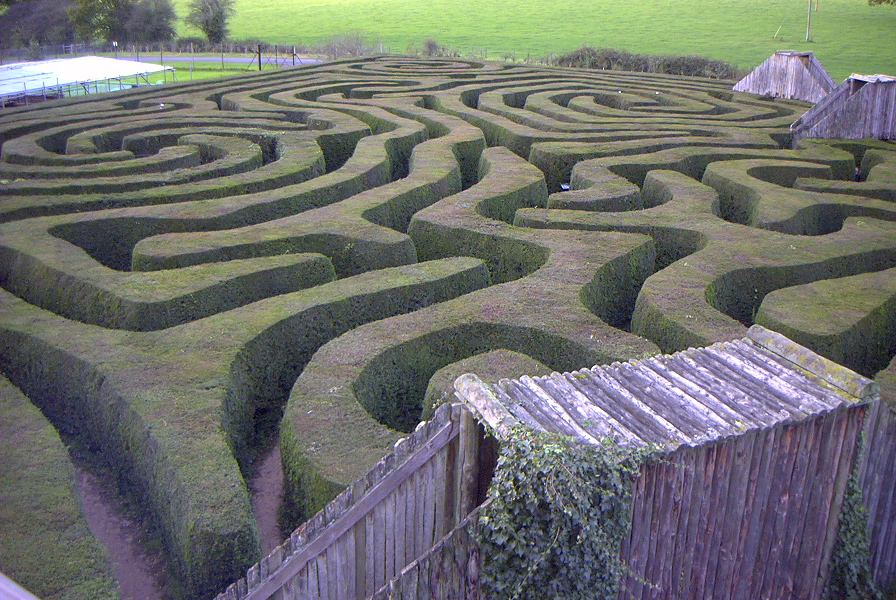
Ejemplo de laberinto vegetal.

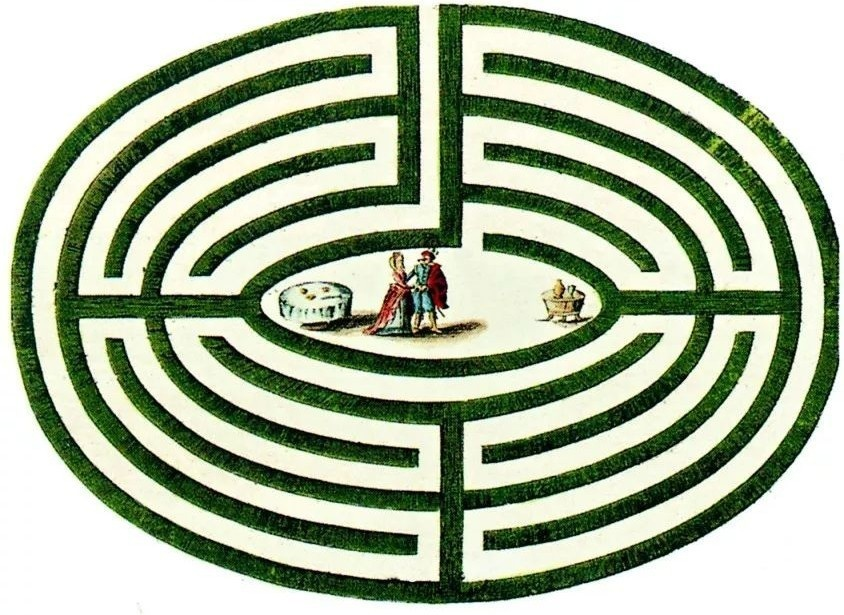
Ilustración de un jardín-laberinto. La Nouvelle Maison rustique, 1735.

En jardinería se conoce como laberinto aquellos jardines que forman una estructura de gran altura cuyas paredes están formadas por setos.

## Historia
Los diseños de los laberintos están inspirados en los diseños de los jardines Knots del origen renacentista europeo. El primer diseño se realizó en el siglo XVI. Los primeros laberintos ajardinados se construyeron con hojas perenne, pero al cabo del tiempo empezó a remplazarse por buxus al ser estos más resistentes. Varios arquitectos italianos estuvieron diseñando varios bocetos a principios de 1460, y centenares de laberintos fueron diseñados por Europa entre los siglos XVI y XVIII.
En un principio, los laberintos no tenían el objetivo de confundir hasta que fueron pavimentados para los viandantes. Al igual que en un puzle, el diseño estaba compuesto por senderos erróneos y durante el reinado de Guillermo III de Inglaterra llegaron los primeros de tamaño pequeño. En 1677 se construyó un laberinto por Luis XIV en el Palacio de Versalles. sus caminos hicieron posible perderse para contemplar la estructura hasta que fue destruida en 1778. Este laberinto estuvo decorado por 39 esculturas hidráulicas que describían las fábulas de Esopo. El laberinto más antiguo se encuentra en el Palacio de Hampton Court en Surrey, Inglaterra, construido por el Rey Guillermo a finales del siglo XVII, el cual tiene forma trapezoide.
En la era moderna los laberintos empezaron a volverse más complejos. En 1978 se construyó uno en Longleat House, Wiltshire (Inglaterra), con puentes y sin cuadrículas, produciendo la confusión de los visitantes.